# Steinseltz
Steinseltz je občina v departmaju Bas-Rhin francoske regije Grand Est.
Leta 2015 je v občini živelo 616 oseb oz. 113 oseb/km².